# Гомеш, Руй Луиш
Руй Луиш Гомеш (Гомиш, порт. Ruy Luís Gomes; 5 декабря 1905 — 27 октября 1984) — португальский математик, внесший значительный вклад в развитие математической физики и состояние академических кругов Португалии в XX веке. Он принадлежал к поколению молодых португальских математиков вроде Антониу Анисету Монтейру (1907—1980), Жозе Себастьяна-и-Силвы (1914—1972), Уго Баптисты Рибейру (1910—1988) и супруги последнего Марии Пилар Рибейру (1911—2011), преследовавших общую цель вовлечь Португалию в глобальный научный прогресс благодаря проведению оригинальных исследований и публикации их результатов. Однако из-за этого он начал приобретать известность как диссидент-противник правоавторитарного режима Салазара, осуждавшего независимое мышление. В конце концов, Гомеш уехал из Португалии в Южную Америку, чтобы избежать политических репрессий за свою причастность к Португальской коммунистической партии. После продлившегося почти два десятилетия изгнания Гомеш смог вернуться в Португалию после Революции гвоздик и провести здесь последние десять лет своей жизни до самой смерти от сердечного приступа в 1984 году.

## Ранние годы и образование
Руй Луиш Гомеш родился 5 декабря 1905 года в Порту, Португалия, в семье Марии Хосе де Медейруш Алвеш Гомеш и Антониу Луиша Гомеша, бывшего государственным служащим во времена Первой португальской республики. Семья переехала в Коимбру, когда отец получил должность в Коимбрском университете. Закончив в 1922 году среднюю школу Жузе Фалкана, Руй Луиш продолжил изучение математики в том же Коимбрском университете. В 1928 году он получил докторскую степень в Университете Коимбры в возрасте 23 лет. В своей диссертации он анализировал проблемы механики, связанные с отклонениями от голономных связей.

## Академическая карьера
В мае 1929 года, вскоре после получения докторской степени, Руй Луис Гомеш подал заявление на должность профессора математических наук, механики и астрономии в Университете Коимбры, однако её получил другой человек. Гомеш вернулся в родной город, где начал преподавать высшую алгебру и проективную геометрию в Университете Порту. В 1933 году в возрасте 28 лет он стал профессором математики и физики того же учебного заведения. Здесь на него оказал большое влияние профессор Абель Салазар, который учил Гомеша неопозитивизму и вдохновил его на исследования в области теории относительности.
Гомеш посвятил себя распространению новых исследований в области математических наук. В 1937 году он с коллегами основал журнал «Португальская математика» (Portugaliae Mathematica). Свои научные статьи он публиковал в многочисленных журналах в Португалии и по всей Европе. В 1942 году по его инициативе был учреждён Центр математических наук при Университете Порту, где он обучал начинающих математиков и организовывал исследовательские семинары. На протяжении своей карьеры Гомеш читал курсы по теории относительности, теории потенциала, гильбертовым пространствам, квантовой механике и т. д.
Уже в 1930-х и 1940-х годах за свои исследования в области математики, физики и химии Руй Луиш Гомеш получил признание ученых со всей Европы, в том числе Туллио Леви-Чивиты, Джона фон Неймана и лауреата Нобелевской премии Луи де Бройля. Однако в 1947 году режим Салазара изгнал из университета Гомеша вместе со многими другими исследователями. После десятилетия политических преследований за свою связь с подпольной Португальской коммунистической партией он бежал в Аргентину, чтобы продолжить свою научную деятельность в Национальном университете Юга в Баия-Бланке. В 1962 году он перебрался в Университет Пернамбуку в Ресифи (Бразилия), где в итоге получил звание почетного профессора.

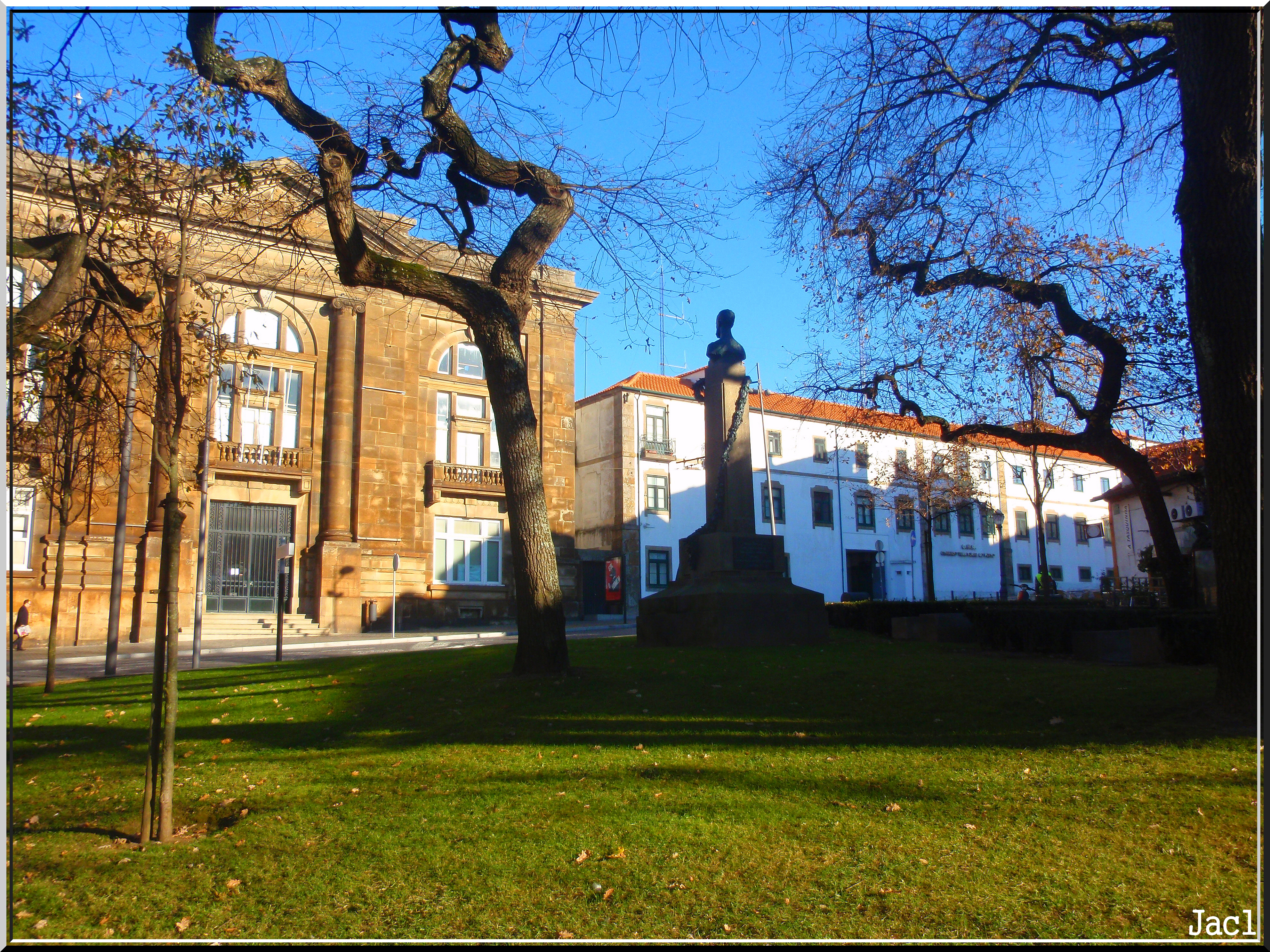
Р. Л. Гомеш основал Институт биомедицинских наук им. Абеля Салазара при Университете Порту в 1975 году

Руй Луиш Гомеш вернулся в свой родной город в 1974 году и принял должность ректора Университета Порту. Хотя в следующем году он вышел на пенсию, но стал соучредителем Института биомедицинских наук им. Абеля Салазара. Выйдя на пенсию, он продолжил заниматься математикой, проводить семинары и наставлять молодых португальских и бразильских учёных.

## Политическая деятельность
Руй Луис Гомеш в 1945 году начал посещать мероприятия Движения за демократическое единство, оппозиционного режиму Салазара. Его статус диссидента укрепился в последующие годы как президента Национально-демократического движения и председателя Центрального комитета Движения за демократическое единство.
За годы между основанием Центра математических наук в 1942 г. и отъездом в Аргентину в 1958 г. Гомеш задерживался не менее десяти раз и неоднократно попадал в тюрьму за свою политическую деятельность.
В 1947 году он был уволен из Университета Порту — отстранён министром образования за то, что подал жалобу на заключение политической полицией ПИДЕ его студента.
В 1949 году он был вице-президентом окружной комиссии Порту по выдвижению (неудачному) оппозиционной кандидатуры генерала Нортона ди Матуша на пост президента республики. Движение представило его как кандидат в президенты республики в 1951 году. Эта кандидатура была в конечном итоге отклонена Государственным советом.
В 1951 году он сам был выбран кандидатом в президенты от левого Движения за демократическое единство против кандидата режима генерала Франсишку Кравейру Лопиша и кандидата умеренной оппозиции адмирала Мануэла Кинтана Мейрелеша. Однако накануне выборов режим Салазара через Верховный суд и Государственный совет отклонил его кандидатуру из-за его коммунистических взглядов; выборы прошли с одним безальтернативным кандидатом власти.
В 1958 году он получил убежище в Аргентине, чтобы избежать политического преследования, сделавшего невозможным его научные исследования. Через несколько месяцев после Революции гвоздик 25 апреля 1974 года Гомеш вернулся в Португалию, где стал членом Государственного совета.